# The Real Don
Albums de Lord Kossity
Everlord
(2000) Koss City
(2002)
The Real Don est le troisième album du musicien français Lord Kossity, sorti en 2001 sur le label Naïve Records. Il est récompensé en 2001 par une Victoire de la musique dans la catégorie « Album Reggae, Ragga de l'année ».

## Liste des titres
| No  | Titre                                          | Durée |
| --- | ---------------------------------------------- | ----- |
| 1.  | Pum pum                                        | 3:28  |
| 2.  | Pas dans ça                                    | 3:34  |
| 3.  | J'fais mes valises (feat. Supa John et SunKom) | 3:48  |
| 4.  | A Who Dat?                                     | 3:07  |
| 5.  | Hornet                                         | 3:46  |
| 6.  | Good Body Gal (remix)                          | 3:06  |
| 7.  | Lord Ko Megamix                                | 5:45  |
| 8.  | Ruff and Tuff (feat. Daddy Mory)               | 3:49  |
| 9.  | Dancehall Queen                                | 3:35  |
| 10. | Joue pas (feat. Supa John)                     | 4:10  |
| 11. | J'kiffe ton bumpa                              | 3:55  |
| 12. | Bling bling (feat. Supa John)                  | 3:34  |
| 13. | L'heure est grave (feat. SoundKaïl)            | 4:04  |
| 14. | Hello (feat. Matinda and Kulu Ganja)           | 3:59  |
| 15. | Téléphone                                      | 3:25  |
| 16. | Je fly                                         | 4:43  |
| 17. | Corps et âmes                                  | 4:27  |